# 柳州粤东会馆
粤东会馆位于广西壮族自治区柳州市柳州高中老校区内。始建于清朝。为柳州市清代商业手工业发展的一个缩影，同时建立的会馆包括湖南会馆、江西会馆、福建会馆及庐陵会馆。